# 克賴斯特徹奇山
克賴斯特徹奇山（英語：Mount Christchurch），是南極洲的山峰，位於沙克爾頓海岸，處於利特爾頓角西南面13公里，海拔高度1,355米，由英國探險隊發現，現時由南極條約體系管理。